# Sousela
Sousela is een plaats (freguesia) in de Portugese gemeente Lousada en telt 1854 inwoners (2001).